# Resonanzverstärkte Mehrphotonenionisation
Die Resonanzverstärkte Mehrphotonenionisation (englisch resonance enhanced multiphoton ionisation = REMPI) ist eine Ionisationstechnik, bei der Moleküle durch Laserpulse ionisiert werden. Die mit dieser Technik erzeugten Ionen werden in der Regel durch Methoden der Massenspektrometrie detektiert und damit für die chemische Analytik genutzt.

## Prinzip
Die Ionisation eines Moleküls durch REMPI erfolgt in zwei Schritten, an denen jeweils ein oder mehrere Photonen beteiligt sind. Die Anzahl der an den Schritten beteiligten Photonen wird durch die Schreibweise ({\displaystyle n+m})-REMPI angegeben. Besitzen alle beteiligten Photonen dieselbe Wellenlänge, wird von einem Einfarben-REMPI gesprochen, bei unterschiedlichen Photonenenergien von Mehrfarben-REMPI. Der erste Schritt ist die Absorption von {\displaystyle n} Photonen und die damit verbundene Anregung des Moleküls in einen resonanten Zwischenzustand mit endlicher Lebensdauer (häufig ein Rydberg-Zustand). Der zweite Schritt ist die Ionisation des Moleküls durch {\displaystyle m} weitere Photonen aus dem resonanten Zwischenzustand heraus. Dabei kann mehr Energie aufgenommen werden, als für das Erreichen der Ionisationsenergie nötig ist. In diesem Fall wird die überschüssige Energie als kinetische Energie mit dem das Molekül verlassenden Elektron abgegeben. Das entstehende Ion kann massenspektrometrisch detektiert werden, womit die Aufnahme substanzspezifischer Spektren aus Gemischen möglich ist.
Die im ersten Schritt erreichten angeregten gebundenen Zustände entsprechen jenen, die auch mittels UV/VIS-Spektroskopie untersucht werden. Ein REMPI-Experiment liefert somit Daten sowohl über das UV/VIS-Spektrum, als auch über das Massenspektrum einer Substanz und wird deshalb als 2-dimensionales Experiment bezeichnet.

## Eigenschaften der Methode
Bei der REMPI handelt es sich, bedingt durch die aufgrund der Wellenlänge der verwendeten Laser vorgegebene Photonenenergie, um eine weiche Ionisationsmethode, d. h. ein Großteil der gebildeten Molekülionen besitzt nicht genug Überschussenergie, um in kleinere Bruchstücke zu fragmentieren.
Die Wahrscheinlichkeit {\displaystyle P} einer Mehrphotonenionisation hängt wie folgt von der Lichtintensität {\displaystyle I} ab:
{\displaystyle P\propto I^{k}}
{\displaystyle k} steht dabei für die Nichtlinearität des Prozesses, welche mit der Anzahl der benötigten Photonen gleichgesetzt werden kann. Demnach erfordern Mehrphotonenprozesse große Lichtintensitäten. Veranschaulichen lässt sich dieser Zusammenhang damit, dass für eine Anregung mit drei Photonen diese gleichzeitig beim Molekül eintreffen müssen. Somit erfordert ein REMPI-Prozess im Vergleich zur korrespondierenden regulären Mehrphotonenionisation weniger starke Laserfelder, da die nötige Gesamtzahl Photonen in zwei Schritten absorbiert wird. Durch die Nutzung intensiver Laserstrahlung ist somit leicht eine große Menge Ionen generierbar.
Je nach Photonenzahl {\displaystyle n} können sich die Auswahlregeln des ersten Schrittes von denen in der UV/VIS-Spektroskopie unterscheiden. So können durch REMPI zum Beispiel auch Übergänge zwischen Zuständen gleicher Parität (3s → 4s) beobachtet werden, wenn {\displaystyle n} gerade ist.

## Auswahlregeln
Die Bandenstruktur eines einzelnen elektronischen Übergangs ist im Bild rechts anhand eines Beispiels zu sehen. Ein REMPI-Spektrum besteht aus Signalen vieler elektronischer Übergänge, die sich energetisch überschneiden können, so dass das Spektrum sehr komplex werden kann. Signale, die zum selben elektronischen Übergang gehören, werden je nach Änderung der Gesamtdrehimpulsquantenzahl {\displaystyle \Delta J} in Zweige eingeordnet. Dabei werden Übergängen mit {\displaystyle \Delta J=...-2,-1,0,+1,+2\ ...} die Buchstaben … O, P, Q, R, S … dem Alphabet folgend zugeordnet. Eine in runden Klammern nach dem Buchstaben genannte Zahl steht für die Gesamtdrehimpulsquantenzahl des Ausgangszustandes, z. B. S(2).
Das Fehlen von Banden in einem REMPI-Spektrum kann verschiedene Ursachen haben. Im Beispielübergang {\displaystyle {}^{3}\Delta _{2}\leftarrow {}^{1}\Sigma } fehlen unter anderem die R(0), Q(1) und Q(0) Banden. Der Grund ist bei Betrachtung der Termsymbole der beteiligten Zustände leicht ersichtlich. Der Zustand {\displaystyle {}^{3}\Delta _{2}} hat aufgrund seiner Elektronenstruktur auch im Rotationsgrundzustand eine Gesamtdrehimpulsquantenzahl von {\displaystyle J=2}. Somit ist kein Übergang möglich, der im Zielzustand eine Gesamtdrehimpulsquantenzahl von weniger als 2 besäße.
Beim Ionisationsschritt {\displaystyle {}^{2}\Pi _{3/2}\leftarrow {}^{3}\Delta _{2}} im (2+1)-REMPI wird ein Photon absorbiert und ein Elektron (Fermion, {\displaystyle j=1/2}) verlässt das Molekül. Als Auswahlregel für diesen Schritt ergibt sich damit {\displaystyle \Delta J=+3/2,+1/2,-1/2,-3/2}. Dies erklärt, dass die erzeugten Ionen nur wenige Rotationszustände besetzen.

## Mögliche Anwendungsgebiete
Die REMPI-Massenspektrometrie hilft bei der Untersuchung komplexer Mischungen aus mehreren tausend chemischen Verbindungen und findet daher vor allem Einsatz bei der Erforschung von
biologischen Systemen, wie Energieträgern z. B. fossilen Brennstoffen oder bei Pyrolyseprozessen.
Die Ionisationstechnik kann in Zusammenhang mit einem sehr schnell scannenden Massenanalysator vielfältig Einsatz finden. Geeignete Massenanalysatoren sind vor allem verschiedene Ausführungen von Flugzeitmassenspektrometern, welche sich hauptsächlich im geometrischen Aufbau unterscheiden.
Die Selektivität für aromatische Verbindungen macht den Einsatz bei Verbrennungsprozessen z. B. in Müllverbrennungsanlagen zur Detektion von toxischen PAK oder Dioxinen möglich.
Die Detektion von Spurenkomponenten in Rauchgasen von Verbrennungsprozessen geschieht über eine Quarzsonde, von welcher ein Teil des Gases als Gemisch durch einen Partikelfilter und eine beheizte desaktivierte Quarzkapillare in die Ionenquelle eingebracht wird. Der UV-Laser ist dabei nahezu orthogonal zur Eintrittsrichtung angebracht. Der Ionenstrahl wird über eine Ionenoptik in ein Time-of-Flight-Massenspektrometer überführt. Durch die Substanzklassenselektivität des ersten Anregungsprozesses ist sogenanntes „REMPI“-Profiling möglich, bei dem polyaromatische Verbindungen, wie Anthracen oder Benzopyren, leicht aus dem Gemisch heraus ionisiert werden können.
Die Methode kann außerdem zur Charakterisierung von Röstgasen in der Kaffeeproduktion eingesetzt werden. Die Röstprodukte werden zeitaufgelöst aufgenommen und statistisch ausgewertet. Durch charakteristische Zeit-Intensitätsprofile wird eine Aussage über den Röstgrad getroffen. Entsprechende Markersubstanzen sind dabei vor allem verschiedene Derivate des Phenols sowie Indol und Furfural. Die Röstgradbeschreibung reicht dabei von Cinnamoon bis Espresso-Grad.
Die Möglichkeit durch REMPI Ionen in bestimmten Quantenzuständen zu erzeugen ist Bestandteil aktueller Forschung, mit dem Ziel, die Kinetik von Ionen-Molekül-Reaktionen in Abhängigkeit von, zum Beispiel, der Rotationsenergie des Ions zu untersuchen. Die Erkenntnisse könnten helfen, Prozesse der Plasmachemie effizienter zu gestalten.